# Liste de mines de charbon au Japon
Voici une liste de mines de charbon situées au Japon.

## Liste
| nom                                              | production annuelle(unité inconnue) | coordonnées                   | ville        | propriétaire                 | dates     | bassin houiller |
| ------------------------------------------------ | ----------------------------------- | ----------------------------- | ------------ | ---------------------------- | --------- | --------------- |
| mine de charbon Hokutan Horonai (en)             | 1 500,000                           | 43° 13′ 16″ N, 141° 54′ 32″ E | Mikasa       | Hokutan                      | 1879-1989 | Ishikari        |
| mine de charbon Hokutan Ikushunbetsu (en)        | 200,000                             | 43° 15′ 40″ N, 141° 58′ 05″ E | Ikushunbetsu | Hokutan                      | 1885-1957 | Ishikari        |
| mine de charbon Sumitomo Ponbetsu (en)           | 1 500,000                           | 43° 15′ 54″ N, 141° 57′ 36″ E | Mikasa       | Sumitomo                     | 1902-1971 | Ishikari        |
| mine de charbon Sumitomo Yayoi (en)              |                                     | 43° 15′ 32″ N, 141° 56′ 17″ E | Mikasa       | Sumitomo                     | 1905-1970 | Ishikari        |
| mine de charbon Mitsubishi Bibai (en)            | 1 600,000                           | 43° 20′ 02″ N, 141° 58′ 08″ E | Bibai        | Mitsubishi                   | 1913-1972 | Ishikari        |
| mine de charbon Mitsui Bibai (en)                | 1 000,000                           | 43° 20′ 02″ N, 141° 55′ 01″ E | Bibai        | Mitsui                       | 1918-1963 | Ishikari        |
| mine de charbon Hokutan Yūbari (en)              | 2 000,000                           | 43° 03′ 50″ N, 141° 59′ 06″ E | Yūbari       | Hokutan                      | 1890-1977 | Ishikari        |
| mine de charbon Hokutan Mayachi (en)             | 700,000                             | 42° 58′ 16″ N, 142° 04′ 16″ E | Yūbari       | Hokutan                      | 1905-1987 | Ishikari        |
| mine de charbon Mitsubishi Ōyūbari (en)          | 1 000,000                           | 43° 05′ 49″ N, 142° 05′ 42″ E | Yūbari       | Mitsubishi                   | 1906-1973 | Ishikari        |
| mine de charbon Hokutan Heiwa (en)               | 1 000,000                           | 43° 01′ 01″ N, 141° 59′ 28″ E | Yūbari       | Hokutan                      | 1937-1975 | Ishikari        |
| mine de charbon Mitsubishi Minami Ōyūbari (en)   |                                     | 43° 01′ 44″ N, 142° 05′ 24″ E | Yūbari       | Mitsubishi                   | 1966-1990 | Ishikari        |
| mine de charbon Hokutan Yūbari Shin (en)         |                                     | 42° 59′ 02″ N, 142° 01′ 01″ E | Yūbari       | Hokutan                      | 1970-1981 | Ishikari        |
| mine de charbon Hokutan Manji (en)               | 500,000                             | 43° 08′ 02″ N, 141° 59′ 31″ E | Manji        | Hokutan                      | 1905-1976 | Ishikari        |
| mine de charbon Hokutan Miruto (en)              |                                     |                               | Miruto       | Hokutan                      | 1917-1969 | Ishikari        |
| mine de charbon Hokutan Kakuta (en)              |                                     |                               | Kakuta       | Hokutan                      | 1927-1953 | Ishikari        |
| mine de charbon Sumitomo Akabira (en)            | 1 900,000                           | 43° 32′ 53″ N, 142° 03′ 22″ E | Akabira      | Sumitomo                     | 1895-1993 | Ishikari        |
| mine de charbon Moshiri (en)                     |                                     |                               | Akabira      | Yūbetsu                      | 1918-1969 | Ishikari        |
| mine de charbon Toyosato (en)                    |                                     |                               | Akabira      | Toyosato Mining Company (en) | 1937-1954 | Ishikari        |
| mine de charbon Hokutan Akama (en)               |                                     | 43° 33′ 11″ N, 142° 02′ 53″ E | Akabira      | Hokutan                      | 1938-1973 | Ishikari        |
| mine de charbon Sorachi (en)                     | 1 500,000                           | 43° 30′ 40″ N, 142° 03′ 07″ E | Utashinai    | Hokutan                      | 1890-1995 | Ishikari        |
| mine de charbon Hokutan Kamui (en)               | 500,000                             |                               | Utashinai    | Hokutan                      | 1891-1971 | Ishikari        |
| mine de charbon Sumitomo Kami Utashinai (en)     | 300,000                             | 43° 31′ 26″ N, 142° 03′ 07″ E | Utashinai    | Sumitomo                     | 1894-1988 | Ishikari        |
| mine de charbon Sumitomo Utashinai (en)          | 800.000                             |                               | Utashinai    | Sumitomo                     | 1905-1971 | Ishikari        |
| mine de charbon Mitsubishi Ashibetsu (en)        | 300,000                             |                               | Ashibetsu    | Mitsubishi                   | 1914-1964 | Ishikari        |
| mine de charbon Yuya (en)                        | 200,000                             |                               | Utashinai    | Youya                        | 19**-1965 | Ishikari        |
| mine de charbon Meiji mining kami Ashibetsu (en) | 100,000                             |                               | Ashibetsu    | Meiji mining (en)            | 1935-1963 | Ishikari        |
| mine de charbon Takane (en)                      | 200,000                             |                               | Ashibetsu    | Takane                       | 1938-1967 | Ishikari        |
| mine de charbon Mitsui Ashibetsu (en)            | 1 700,000                           |                               | Ashibetsu    | Mitsui                       | 1939-1992 | Ishikari        |
| mine de charbon Mitsui Sunagawa (en)             | 1 600,000                           | 43° 28′ 01″ N, 142° 00′ 47″ E | Kamisunagawa | Mitsui                       | 1899-1987 | Ishikari        |
| mine de charbon Mitsui Oku Naie (en)             | 460,000                             |                               | Naie         | Mitsui                       | 1947-1966 | Ishikari        |
| mine de charbon Shōwa (en)                       |                                     |                               | Numata       | Shōwa                        | 1930-1969 | Rumoi           |
| mine de charbon Asano Uryū (en)                  |                                     |                               | Numata       | Shōwa                        | 1930-1968 | Rumoi           |
| mine de charbon Haboro (en)                      |                                     |                               | Haboro       | Shōwa                        | 1948-1970 | Rumoi           |
| Mine de charbon de Miike                         |                                     | 33° 00′ 50″ N, 130° 27′ 22″ E | Ōmuta        | Mitsui                       | 1872-1997 | Miike           |
| Mitsi Ikeshima Coal Mine                         |                                     | 32° 53′ 06″ N, 129° 36′ 04″ E | Ikeshima     | Mitsubishi                   | 2002      | Nishisonogi     |
| Mitsubishi Takashima Coal Mine                   |                                     | 32° 40′ N, 129° 45′ E         | Takashima    | Mitsubishi                   | 1984      | Nishisonogi     |
| Mitsubishi Hashima coal mine                     |                                     | 32° 37′ 41″ N, 129° 44′ 17″ E | Hashima      | Mitsubishi                   | 1869-1974 | Nishisonogi     |
| mine de charbon Iriomote (en)                    | 130,000                             |                               | Iriomote     | Mitsui                       | 1886-1960 | Okinawa         |
| Mine de charbon d'Utara                          | 30,000                              |                               | Iriomote     | Marusan Mining Company (en)  | 1936-1943 | Okinawa         |